# 기계공장

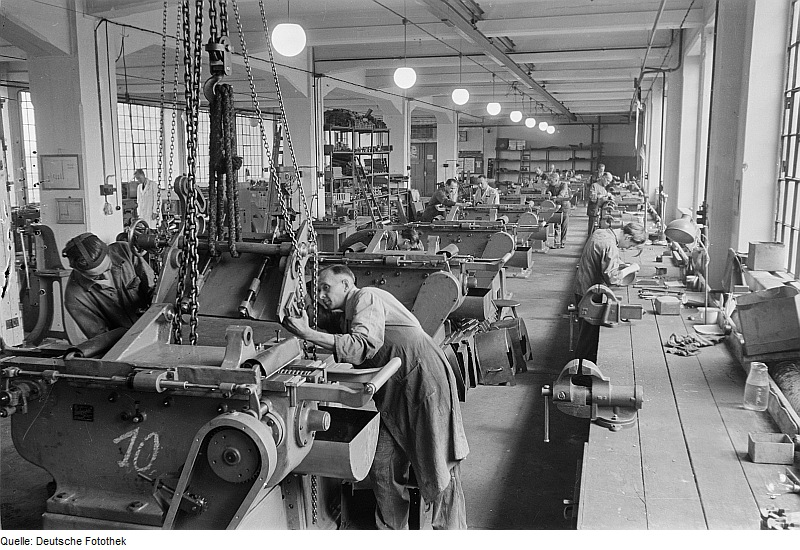
1950년대의 기계 조립 현장.

기계공장(machine factory)은 기계를 생산하는 기업이다. 기업은 일반적으로 중공업 부문으로 분류되며 더 소비자 중심적이고 덜 자본집약적인 경공업과 구분된다. 오늘날 많은 회사는 더 복잡하고 소형화된 기계를 생산하며 종종 경공업에 포함되기도 한다. 기계공장의 산업은 기계공업에 포함된다.

## 종류

### 농기구 제조 공장

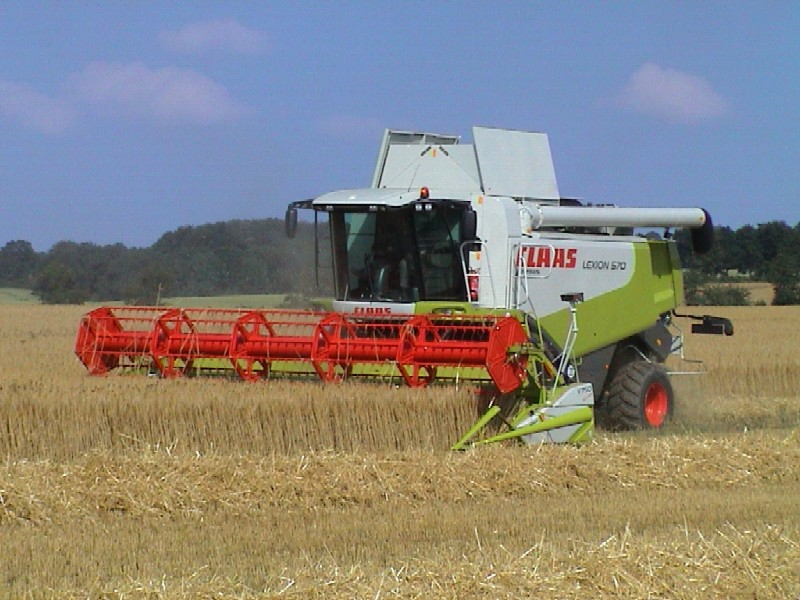
독일의 콤바인.

농기구는 농업 지역이나 농장의 일에 사용되는 기구이다. 농기구에는 트랙터, 토양 경작, 작물 심기, 해충 방제, 거름 주기, 관개, 선별, 수확, 건초 생산, 운반, 우유 짜기 등에 사용되는 기계 등이 포함된다. 농기구가 영농기계 제조 공장에서 농기구를 만든다.

### 엔진 제조 공장
엔진이나 모터는 에너지를 기계적 움직임으로 변환하는 기계이다. 내연기관이나 외연기관(증기기관 등) 같은 열기관은 화석연료를 태워 열을 만들고, 그 열을 통해 기계가 움직이게 만든다. 전기 모터는 전기 에너지를 기계적 움직임으로 변환하며 공압엔진은 압축 공기를 이용한다.

### 가전제품 제조 공장

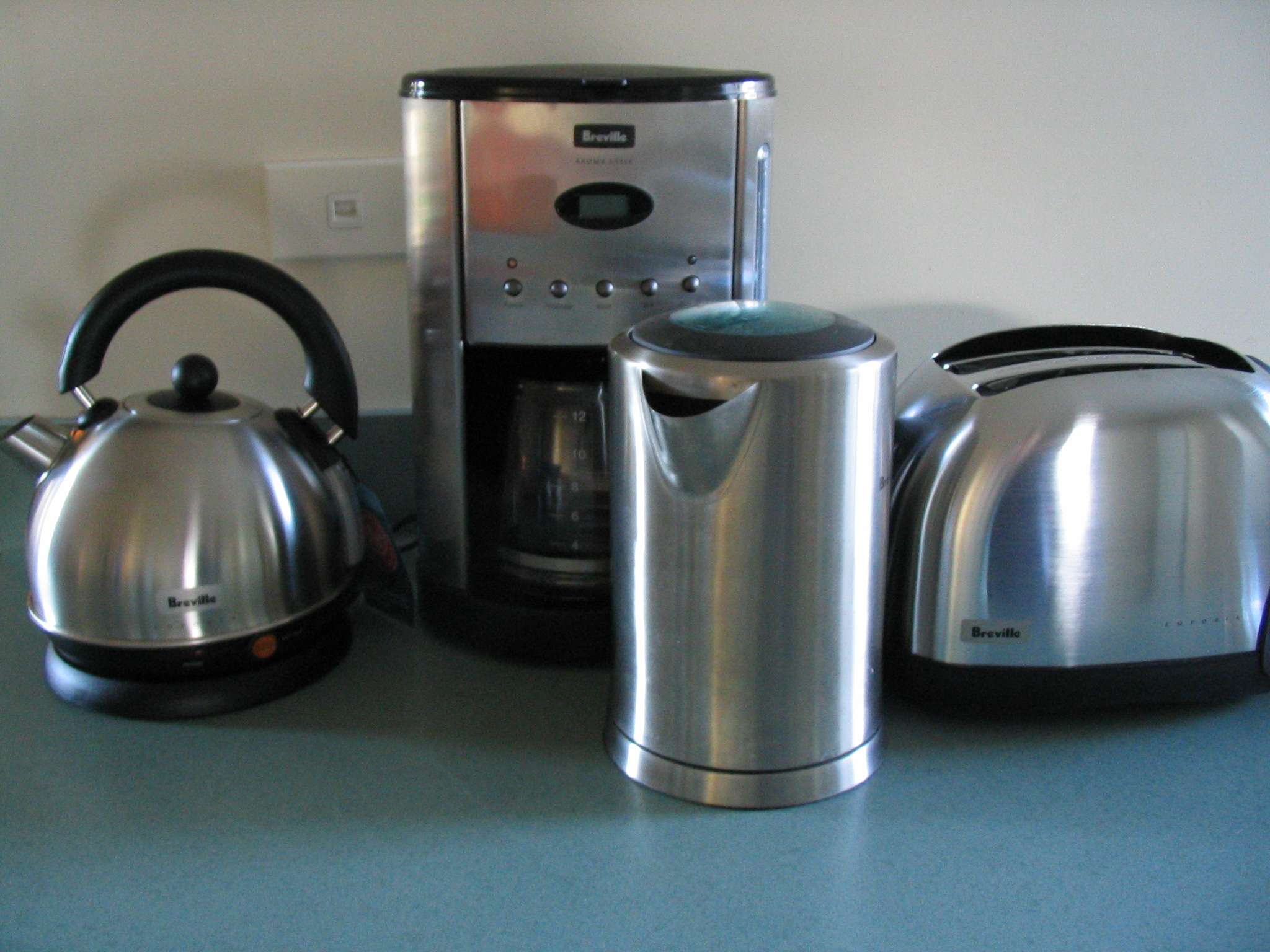
주방의 가전제품.

가전제품은 요리나 청소 같은 가사를 쉽게 하기 위한 전기적, 기계적 기구이다.
가전제품에는 높은 수준의 지식과 기술을 필요로 하는 제품들(brown goods)이 있으며 이 경우 시간이 지나며 납땜인두에서 열풍 납땜 기구로 변화하듯 더 사용이 복잡해지기도 한다. 다른 부류(white goods)는 더 실용적인 기술을 필요로 하며 수리와 조작을 위해서는 무거운 기계를 필요로 한다.
재봉틀이나 세탁기 제조 회사가 이 분야의 제조사에 속한다.

### 산업 기계 제조 공장
산업 기계 제조 공장은 전동 공구, 생산용 기계, 다른 산업 장비를 만든다.

### 공작기계 산업

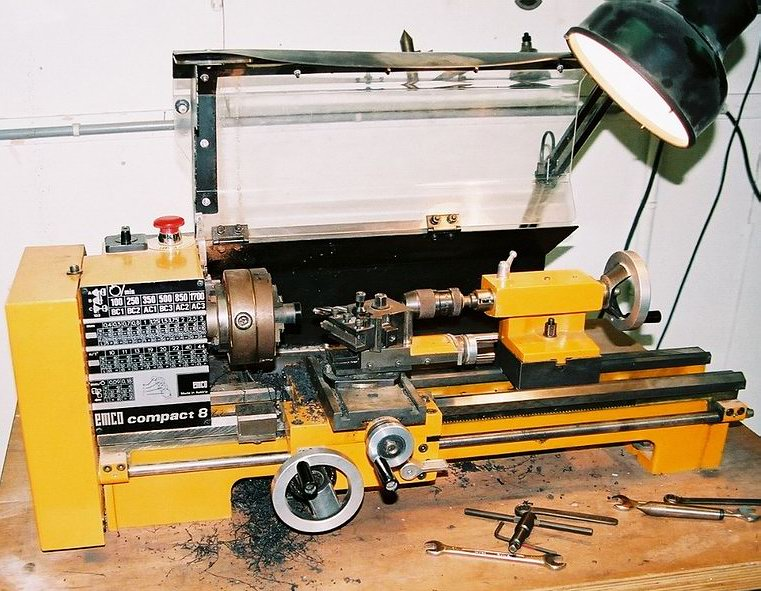
공작용 기계인 선반.

공작기계 제조자는 광범위하게는 공작기계를 만드는 기업이나 사람이다. 가장 흔하고 경제적으로 중요한 용어로서 공작기계 제조자는 제조사에게 물건을 만드는 데에 사용하는 공작기계를 판매하는 기업이다. 공작기계는 조립을 위해 호환부품을 만들어 소비자에게 직접 팔거나 가치사슬을 따라 다른 기업을 통해 판매된다. 공작기계는 거푸집이나 금형과 같은 조립에 사용되는 일부 부품을 만드는 데 도움이 될 수 있다.

## 같이 보기
- 기계
- 기계공업
- 공작기계

## 참고 자료
- H.W. Lintsen (red.) (1993). Geschiedenis van de techniek in Nederland. De wording van een moderne samenleving 1800-1890. Deel IV.
- Moore, Wayne R. (1970), 《Foundations of Mechanical Accuracy》 1판, Bridgeport, Connecticut, USA: Moore Special Tool Co., LCCN 73127307.
- Roe, Joseph Wickham (1916), English and American Tool Builders, New Haven, Connecticut: Yale University Press